# Plutocrazia
La plutocrazia (in greco antico πλουτοκρατία?, ploutokratía, a sua volta da πλοῦτος, ploûtos, "ricchezza" e κράτος, kratos, "potere") è il predominio nella vita pubblica di individui o gruppi finanziari che, grazie alla disponibilità di enormi capitali, sono in grado d'influenzare in maniera determinante gli indirizzi politici dei rispettivi governi.
Stando agli scritti di cui la storiografia odierna dispone, l'uso più antico di questo termine risale al 1652. Nella maggior parte dei casi, esso preclude un'accezione prettamente dispregiativa e infatti, a differenza di termini più conosciuti come democrazia, capitalismo, socialismo o anarchia, il concetto di plutocrazia non si basa su una filosofia politica a sé stante.
Il termine "plutocrazia" è affine ma distinto da quello di "plutonomia", il quale ultimo allude non esattamente al "governo dei ricchi" (o "governo plutocratico") ma ad un governo che sebbene formalmente democratico, si caratterizza per una produzione legislativa che si volge insistentemente a favore dei ricchi, a discapito del benessere del ceto medio o del ceto più misero.

## Nella politica moderna
Nel corso della storia, l'arena politica ha subito svariate tipologie di influenze da parte di individui e organizzazioni economicamente importanti. Nell'era moderna, la gran parte delle repubbliche democratiche prevede, nel suo ordinamento giuridico, delle forme di raccolte di fondi di origine privata a favore di soggetti politici; sovente, per finanziare la propria campagna elettorale, questi ultimi beneficiano di aiuti economici provenienti proprio dai suddetti ambienti plutocratici. Non importa che essi siano singoli individui, intere aziende, o associazioni di consumatori: da tutti e tre i casi, pare scaturire un sistema di clientelismo o patronato, dove le donazioni vengono offerte unicamente sulla base del principio do ut des (dare per avere). Non è mai bene generalizzare, ma sebbene i finanziamenti non siano direttamente legati a particolari decisioni legislative, le naturali aspettative dei donatori sono quelle di avere in cambio un aiuto per il proprio tornaconto; in caso contrario, non sarebbe nel loro interesse supportare tale soggetto e, ad esso, ne preferirebbero un altro.
In quasi tutte le democrazie gli accordi do ut des sono illegali, ma questo non influisce sul problema: tali reati sono difficili da dimostrare senza un supporto cartaceo ben documentato. A complicare questo aspetto vi è uno dei componenti chiave della democrazia, ovvero la possibilità, per un politico, di portare avanti qualsiasi misura di cui i propri elettori possano beneficiare.
Spesso accade che ricchi e importanti personaggi finanzino le loro stesse campagne politiche o che prestino il loro appoggio ad altri individui o organizzazioni provenienti da ambienti plutocratici, affinché portino avanti determinate istanze al posto loro. Negli Stati Uniti d'America, ad esempio, 250 membri del Congresso sono milionari, inoltre 57 di loro appartengono al famoso 1%, il gruppo delle persone più ricche al mondo.

## Critiche
Il termine "plutocrazia" è generalmente usato con significato negativo, per descrivere il problema dell'eccessiva concentrazione di denaro in un ristretto numero di individui, o per mettere in guardia qualcuno sulla pericolosità intrinseca di tale sbilanciamento, considerando la grande importanza rivestita dal capitale nel mondo moderno. Noti personaggi come il politico Winston Churchill, lo storico e sociologo francese Alexis de Tocqueville, il marchese spagnolo Juan Donoso Cortés e il linguista e filosofo Noam Chomsky, a partire dal Novecento in avanti, si sono schierati contro i plutocrati, condannandoli apertamente per la loro soprassedenza alle responsabilità sociali. Essi sono accusati di contaminare l'intera società con cupidigia, edonismo e corruzione, e di fare uso del potere con il fine unico di soddisfare i propri interessi, alimentando povertà e disuguaglianze e, di conseguenza, il forte inasprimento delle lotte di classe.

## Uso ideologico del termine

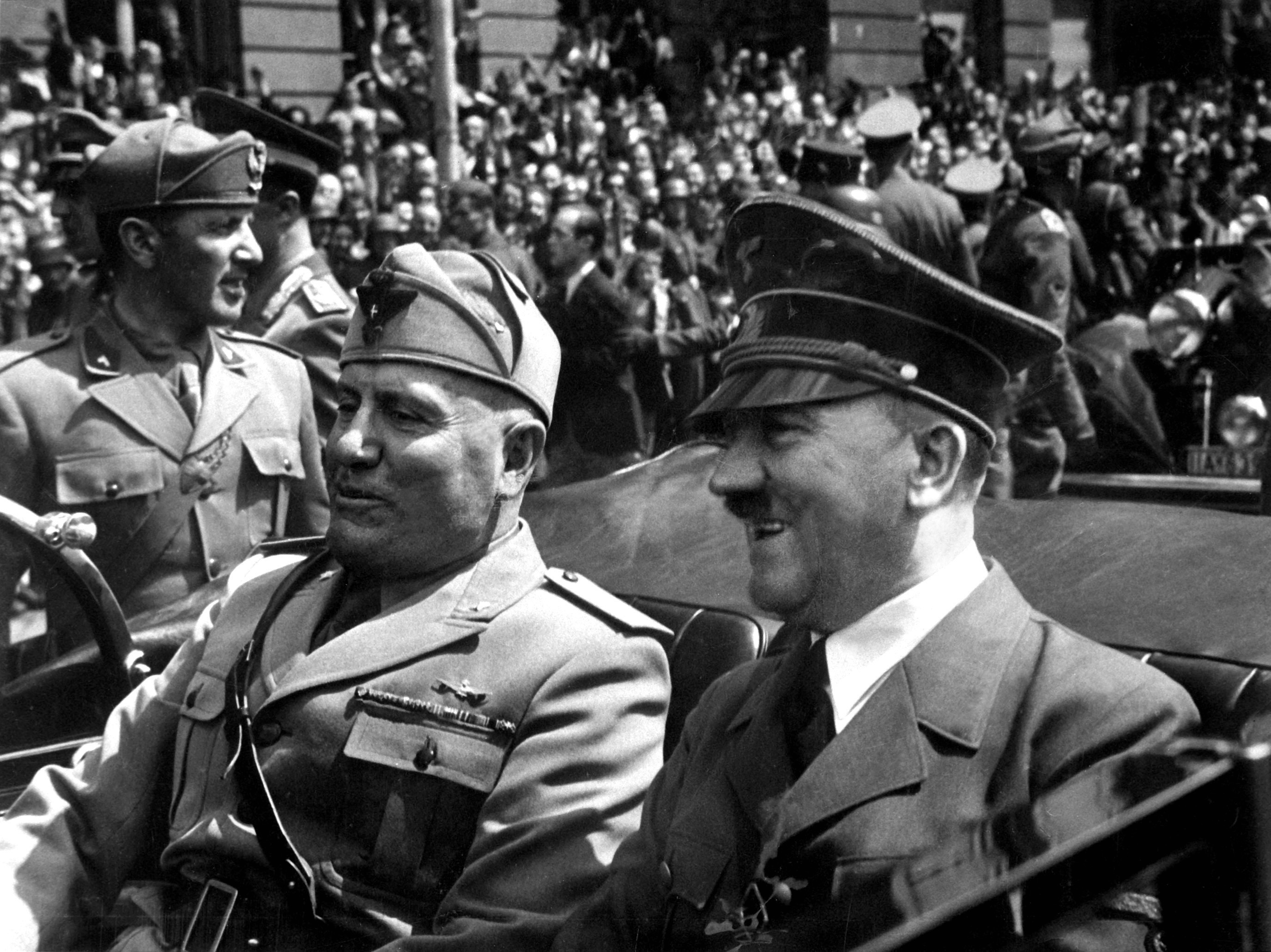
Benito Mussolini e Adolf Hitler

Il termine "Plutocrati" (o "plutocrazia") fu anche utilizzato  da Mussolini, Hitler ed altri esponenti di movimenti e regimi fascisti, nazionalsocialisti o falangisti per criticare il sistema, a loro dire solo apparentemente democratico, di quelle che erano allora le potenze capitaliste e industrialmente avanzate (come Gran Bretagna, Stati Uniti e Francia) le quali in realtà a discapito del popolo, formalmente presentato come sovrano, sarebbero state manovrate a proprio favore da singoli individui, detentori di grandi ricchezze, e dalle lobby politiche ed economiche. Questi Paesi sarebbero stati colpevoli di illudere ed ingannare la popolazione con un sistema che offre alla gente comune un'apparente possibilità di scelta, scelta che però risulta nei fatti irrilevante di fronte alle scelte operate dai cosiddetti poteri forti.
In questo modo essi ribattevano alle critiche e alle accuse di autoritarismo e dittatura, dirette nei loro confronti proprio da quei paesi definiti plutocratici. Inoltre, i rappresentanti del regime fascista e di quello nazionalsocialista affermavano che il loro sistema autoritario si sarebbe limitato a compiere davvero la volontà della maggioranza dei cittadini. Un simile uso dispregiativo del termine fu fatto anche dall'Internazionale Comunista.